# Comité Paralímpico Nacional de Surinam
El Comité Paralímpico Nacional de Surinam es el comité paralímpico nacional que representa a Surinam. Esta organización es la responsable de las actividades deportivas paralímpicas en el país. Es miembro del Comité Paralímpico Internacional y del Comité Paralímpico de las Américas.